# أنا يوفانوفيتش
أنا يوفانوفيتش (بالصربية: Ана Јовановић) مواليد 28 ديسمبر 1984 في بلغراد، جمهورية يوغوسلافيا الاشتراكية الاتحادية، هي لاعبة كرة مضرب صربية سابقة بدأت مسيرتها كمحترفة سنة 2001 وكانت تلعب باليد اليمنى، اعتزلت اللعب في 2011. أعلى تصنيف لها في الفردي كان المركز الـ 216 في سنة 2009.

## روابط خارجية
- أنا يوفانوفيتش على موقع رابطة محترفات التنس (الإنجليزية)
- أنا يوفانوفيتش على موقع الاتحاد الدولي لكرة المضرب (الإنجليزية)
- أنا يوفانوفيتش على موقع كأس بيلي جين كينغ (الإنجليزية)
- أنا يوفانوفيتش على موقع خلاصة التنس.كوم (الإنجليزية)